# Krameria grayi
Krameria grayi — вид цветковых растений рода Крамерия (лат. Krameria).

## Ареал
Встречается в засушливых областях на юго-западе США от Калифорнии до Техаса и на севере Мексики.

## Ботаническое описание
Это низкий стелющийся густоветвящийся кустарник до 1 м высотой, в редких случаях — до 2 м. Ветви колючие, однако не острые и не прочные на концах. Листья от серо-зелёного цвета до зеленоватого, густоопушённые, узкие, небольшой длины.
Цвет ветвей и растения от серо-зелёного до серого или бело-серого, а концы ветвей красноватые. Цветки одиночные и часто незаметные, но в некоторых областях растения цветут множеством красных цветков. Плоды односемянные, колючие.
|                                                   |  |  |
| Krameria grayi Общий вид растения, цветок и плод. |  |  |

## Экология
Растение приспособлено к жизни в сухих, пустынных местах, однако превосходно чувствует себя и на влажных почвах. Это — растение-полупаразит, может паразитировать, например, на кустарниках вида Larrea tridentata.